# Горлово (Могилёвская область)
Го́рлово (бел. Горлава) — деревня в составе Рясненского сельсовета Дрибинского района Могилёвской области Белоруссии.

## Население
- 1999 год — 18 человек
- 2010 год — 9 человек

## Известные уроженцы, жители
Дмитрий Михайлович Сазонов (1910—1942, Финский залив) — советский военачальник, капитан 3-го ранга, командир-подводник.